# Tirón

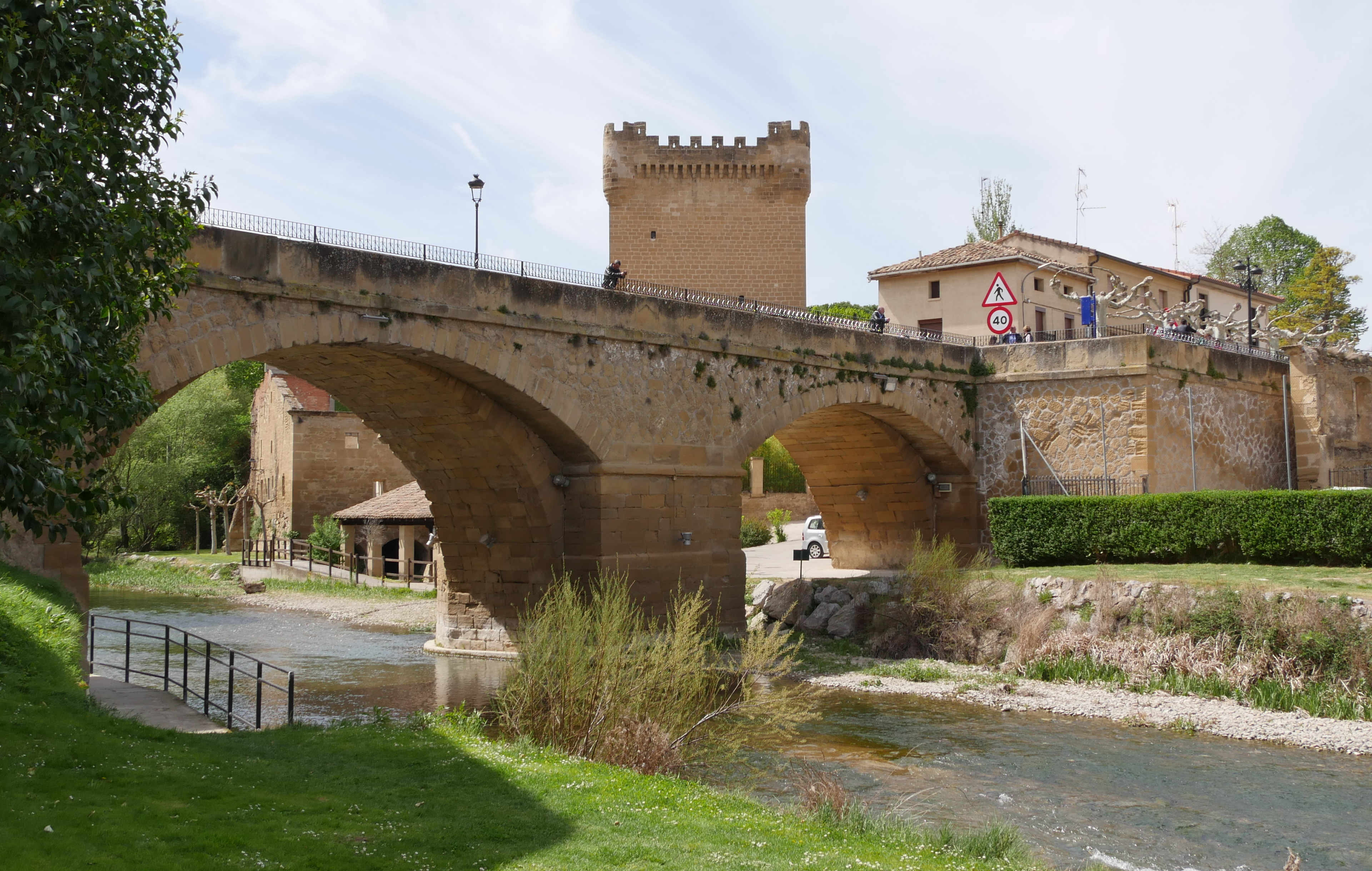
Cuzcurrita de Río Tirón

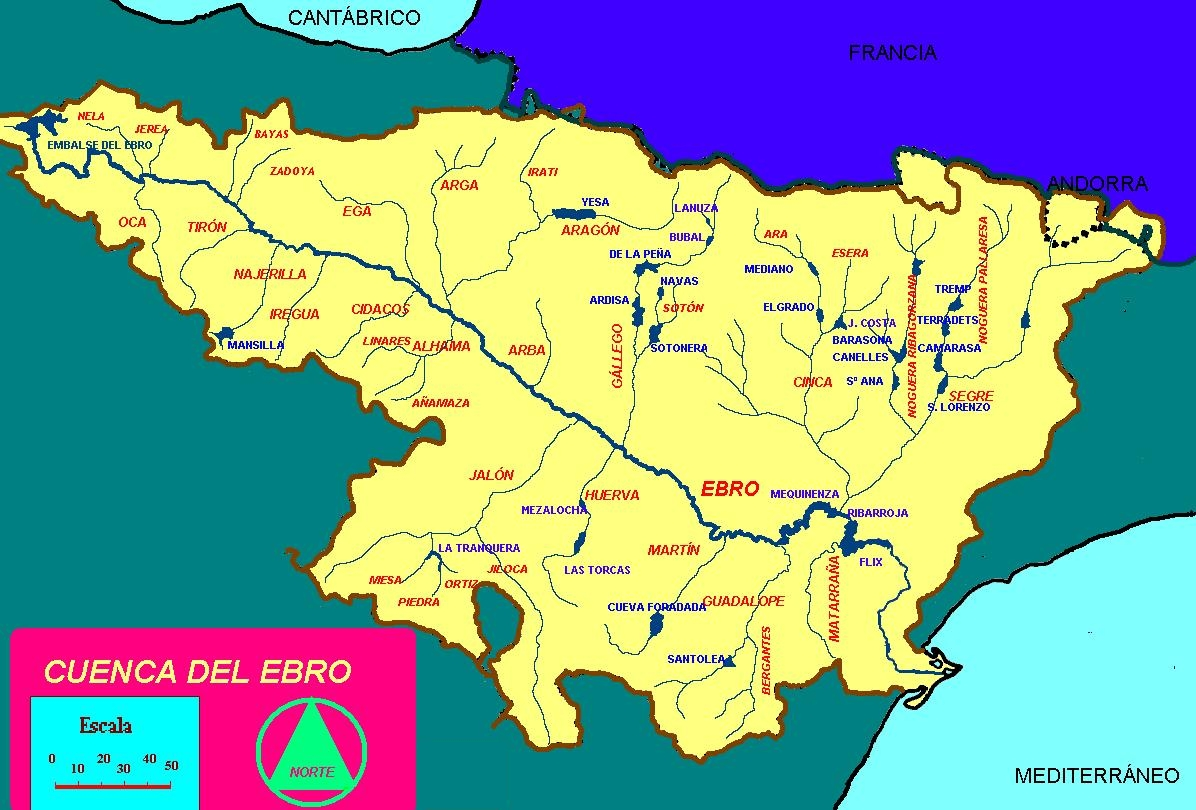
Einzugsgebiet des Ebro

Der Rio Tirón ist ein ca. 65 km langer Nebenfluss des Ebro. Er entspringt drei Quellbächen bei Tres Aguas im Iberischen Gebirge in der kastilischen Provinz Burgos etwa 5 km südlich des Ortes Fresneda de la Sierra Tirón. Anschließend durchfließt er zunächst in nordwestlicher, später dann in nordöstlicher Richtung die spanische Region La Rioja und die Weinregion der Rioja Alta. Er mündet etwa 1 km nordöstlich von Haro in den Ebro.

## Nebenflüsse
| links - Río Pradoluengo - Río Urbión - Río Retorto - Río Bañuelos (Tirón) - Río Arto - Río Ea | rechts - Río Redecilla - Río Encero - Río Reláchigo - Río Oja |

## Stausee
Der nur etwa 1.500 m lange und maximal 200 m breite Leiva-Stausee (Embalse de Leiva) dient zur Wasserregulierung und Wasserversorgung der Orte im unteren Drittel des Flusses.

## Orte am Fluss
- Fresneda de la Sierra Tirón
- Villagalijo
- Belorado
- Fresno de Río Tirón
- Cerezo de Río Tirón
- Tormantos
- Leiva
- Herramélluri
- Ochánduri
- Cuzcurrita de Río Tirón
- Tirgo
- Cihuri
- Anguciana
- Haro

## Geschichte
In der Antike bildete der Río Tirón möglicherweise eine Art ‚Grenze‘ zwischen den Siedlungsgebieten der keltischen Autrigonen und Beronen.

## Sehenswürdigkeiten
Es gibt nur wenige bedeutende kulturelle Sehenswürdigkeiten entlang des Flusslaufs, doch warten mehrere Orte am Unterlauf mit einer romanischen Kirche auf. Der Ort Cuzcurrita de Río Tirón hat einen mittelalterlichen Burgturm und eine interessante Barockkirche; in der Umgebung stehen zwei Einsiedlerkirchen (ermitas). In Leiva steht eine spätmittelalterliche Burg und im Ort Cerezo de Río Tirón wurde ein zu Beginn des 20. Jahrhunderts demontiertes romanisches Portal einer Einsiedlerkirche wiederaufgebaut. Der Oberlauf des Río Tirón eignet sich gut für Angelsport und Wanderungen.